# Che fico!/Ma guarda un po'!
 Che fico!/Ma guarda un po'! è un singolo discografico di Pippo Franco, pubblicato nel 1982.

## Descrizione
Che fico è un brano musicale scritto da Carlo Lena, Ferruccio Fantone, Luigi Francesco Mazzardo e Valerio Liboni, su arrangiamenti di Adelmo Musso,  inciso come sigla del  Festival di Sanremo 1982.
Il singolo ottenne un grande successo, raggiungendo il picco massimo della decima posizione dei singoli più venduti, e divenne il sessantunesimo singolo più venduto del 1982.
L'attore interpretò il videoclip iniziale della sigla del festival, circondato da un gruppo di ragazze adolescenti che ballavano sui rollerblade e fu invitato ad eseguire il brano sul palco del Teatro Ariston nel corso della terza serata della kermesse.
Nel 2017, per celebrare i trentacinque anni del brano, l'attore ne ha inciso una nuova versione, stilizzata in #CheFico, in una versione riarrangiata e con nuovo testo. Ad interpretare il videoclip ufficiale sono stati selezionati alcuni fan del comico scelti tramite i social network.
Ma guarda un po'! è la canzone pubblicata sul lato B del singolo, scritta da Bombrillo, pseudonimo di Gabriele Varano, Demcek, pseudonimo di Massimo Di Cicco, Rompigli, pseudonimo di Giovanni Sanjust e lo stesso Pippo Franco.
Il singolo fu pubblicato in Italia con numero di catalogo LUN 4926 su etichetta Lupus, distribuito dalla Dischi Ricordi. Esiste anche una rara versione test pressing su label bianca.